# Norvellina excavata
Norvellina excavata är en insektsart som beskrevs av Lindsay 1938. Norvellina excavata ingår i släktet Norvellina och familjen dvärgstritar. Inga underarter finns listade i Catalogue of Life.